# 2023 dans l'enseignement
Cet article présente les faits marquants de l'année 2023 dans l'enseignement.

## Décès

### Janvier
- 3 janvier : 
  - Jean-Marie André, Professeur de chimie théorique et de chimie physique belge.
  - Danièle Brun, Psychologue, professeure émérite de psychologie et psychanalyste française.
- 10 janvier : José Evangelista, Compositeur et professeur de musique espagnol naturalisé canadien.
- 15 janvier : Yoshimitsu Yamada, Professeur d'aïkido japonais.
- 28 janvier : Eva Kushner, Professeure canadienne de littérature française et de littérature comparée.

### Février
- 18 février : 
  - Léopold Foulem, Céramiste et professeur canadien.
  - Richard H. Tilly, Professeur des universités américain.
- 28 février : Javad Tabatabai, Professeur émérite iranien.

### Mars
- 5 mars : 
  - Shalom Rosenberg, Philosophe et professeur émérite israélien.
  - Sylviane Telchid, Professeure de français et de créole guadeloupéenne.
- 6 mars :
  - Bernard Beugnot, Professeur canadien.
  - Nicole Fabre, Philosophe, psychothérapeute, psychanalyste, professeure et essayiste française.
  - Mario Telò, Professeur de science politique italien.
- 11 mars : Ahlem Belhadj, Pédopsychiatre et professeure agrégée de médecine tunisienne.
- 19 mars : Roger W. Brockett, Informaticien, ingénieur et professeur d'université américain.
- 24 mars : Walter Kintsch, Professeur de psychologie américain.

### Avril
- 3 avril : Roberto Camagni, Professeur d'économie urbaine italien.
- 9 avril : Jean Goulemot, Professeur et chercheur français.
- 11 avril : Maurice Sarrazin, Comédien, metteur en scène, directeur de théâtre et professeur d'art dramatique français.
- 12 avril : Jean-Pierre Olié, Psychiatre et professeur de médecine français.
- 21 avril : Stanley Deser, Physicien et professeur d'université américain.
- 23 avril : Frank Shu, Astrophysicien, astronome et professeur d'université américain.

### Mai
- 2 mai : Charles E. Caouette, Professeur canadien.
- 6 mai : Hanna Pitkin, Philosophe politique et professeur émérite américain
- 15 mai : Maria Mies, Professeure de sociologie, écrivaine et féministe allemande.
- 18 mai : Albert Bregman, Psychologue et professeur d'université canadien.
- 19 mai : Timothy J. Keller, Théologien et professeur d'université américain.
- 28 mai : Owen Gingerich, Professeur et chercheur en astronomie et en histoire des sciences américain.
- 30 mai : 
  - André Giordan, Biologiste et professeur d'université français.
  - François Hébert : Écrivain, romancier et professeur d'université canadien.
- 31 mai : Amitai Etzioni, Sociologue et professeur d'université israélo-américain.

### Juin
- 25 juin : John B. Goodenough, Physicien et professeur américain.
- 28 juin : Joseph-Marie Bipoun-Woum, Professeur d'université et homme politique camerounais.

### Juillet
- 8 juillet : José Mattoso, Historien médiéviste et professeur d'université portugais.
- 30 juillet : Gordon Conway, Écologue, biologiste et professeur d'université britannique.

### Août
- 3 août : Nechama Tec, Historienne, professeure d'université et écrivaine polonaise.
- 7 août : Jean-Louis Cohen, Historien de l'art et professeur d'université français.
- 14 août : 
  - Francesco Alberoni, Sociologue, journaliste et professeur en sociologie italien.
  - Agustín González Acilu, Compositeur et professeur de musique espagnol.
- 19 août : Wolfram Heicking, Compositeur, musicologue et professeur allemand.
- 20 août : Jean Canavaggio, Biographe et professeur émérite de littérature espagnole français.
- 24 août : Keith Spicer, Universitaire, professeur d'université et journaliste canadien.

### Septembre
- 3 septembre : Stephen Gaukroger, Professeur d'université et philosophe britannico-australien.
- 5 septembre :
- Pierre Camu, Professeur et géographe canadien.
- Antonio Galves, Mathématicien probabiliste, physicien, neurobiologiste et professeur d'université brésilien.
- 7 septembre : Akira Nishimura, Compositeur, professeur et chef d'orchestre japonais.
- 8 septembre : Monique Bégin, Professeure, femme politique et féministe québécoise.
- 11 septembre : John F. Wippel, Philosophe, théologien, prêtre catholique, professeur d'universitéaméricain.
- 17 septembre : Bruno Dagens, Écrivain, historien de l'art et professeur d'université français.
- 27 septembre : Ryūzō Yanagimachi, Biologiste et professeur d'université américano-japonais.
- 28 septembre : Louis Bernatchez, Professeur de biologie québécois.

### Octobre
- 2 octobre : Alice Shalvi, Professeure israélienne.
- 6 octobre : Nicholas Crafts, Économiste, historien et professeur d'université britannique.
- 8 octobre : Jacques Lucan, Architecte, historien, critique et professeur d'architecture français.
- 15 octobre : Yves Lignon, Professeur d'université, mathématicien et parapsychologue français.
- 20 octobre : Melvin Gallant, Professeur, critique littéraire et écrivain canadien.
- 24 octobre : Hélène Alarie, Agronome, professeure et femme politique canadienne.
- 30 octobre : Jean-Paul Deléage, Historien, géopolitologue et professeur d'université français.

### Novembre
- 9 novembre : David Gauthier, Philosophe, professeur d'université et professeur canado-américain.
- 12 novembre : Don Walsh, Officier de la Marine américaine, océanographe et professeur d'université.
- 21 novembre : Richard Cloutier, Psychologue et professeur d'université canadien.
- 22 novembre : Emmanuel Le Roy Ladurie, Historien, professeur d'université et chercheur français.
- 27 novembre : Ibrahim Oweiss, Économiste, professeur d'économie et diplomate égyptien.

### Décembre
- 6 décembre : Refaat Alareer, Écrivain, poète, professeur et activiste palestinien.
- 7 décembre : Guy Stern, Professeur américain.
- 10 décembre : Nive Voisine, Historien, prêtre catholique et professeur d'université canadien.
- 17 décembre : Marie-Andrée Cossette, Artiste, photographe et professeure d'université canadienne.